# Sébastien Turgot
Sébastien Turgot (Limoges, 11 de abril de 1984) es un ciclista francés. Debutó como profesional en el equipo Bouygues Telecom en 2008 que luego pasó a llamarse Team Europcar.

## Biografía
Después de terminar sus clases en Saint-Jean-de-Monts en 2006 y en 2007 en el equipo Vendée U-Pays de la Loire, donde ganó los Tres Días de Vaucluse, en una etapa de la Tour de Bretaña y el Tour de las Landas, se convirtió en profesional en 2008 dentro de la formación Bouygues Telecom, liderada por Jean-René Bernaudeau.
En su primer año, ganó su primera carrera profesional en el comienzo de la temporada en la primera etapa del Tour Ivoirien de la Paix, terminó tercero en el Gran Premio del Somme y por poco no en la París-Tours, donde terminó en tercero. Demuestra su capacidad de rodador y un potencial prometedor para las clásicos de un día. Después de una temporada 2009 marcada por una fuerte lesión, encontró su mejor forma en Kuurne-Bruselas-Kuurne de 2010, que terminó séptimo, en unas condiciones atmosféricas muy duras, y gana la segunda etapa de los Tres Días de La Panne en condiciones similares, llevándose la octava posición en esta carrera. Durante el Tour de Francia 2010, terminó sexto en esprints masivos en tres ocasiones, y el séptimo en la clasificación por puntos (del maillot verde) con 135 puntos.
En 2011, ganó el prólogo de los Boucles de la Mayenne, venciendo al campeón de Francia contrarreloj de 2010, Nicolas Vogondy. Terminó segundo en la clasificación final de esta carrera, por detrás de Jimmy Casper.
En 2012 tuvo una destacada participación en la París-Roubaix, en la que finalizó en segunda posición por detrás de Tom Boonen, ganando el esprint del grupo perseguidor que entró a 1:39 del belga y que completaban Alessandro Ballan, Juan Antonio Flecha, Niki Terpstra y Lars Boom.

## Palmarés

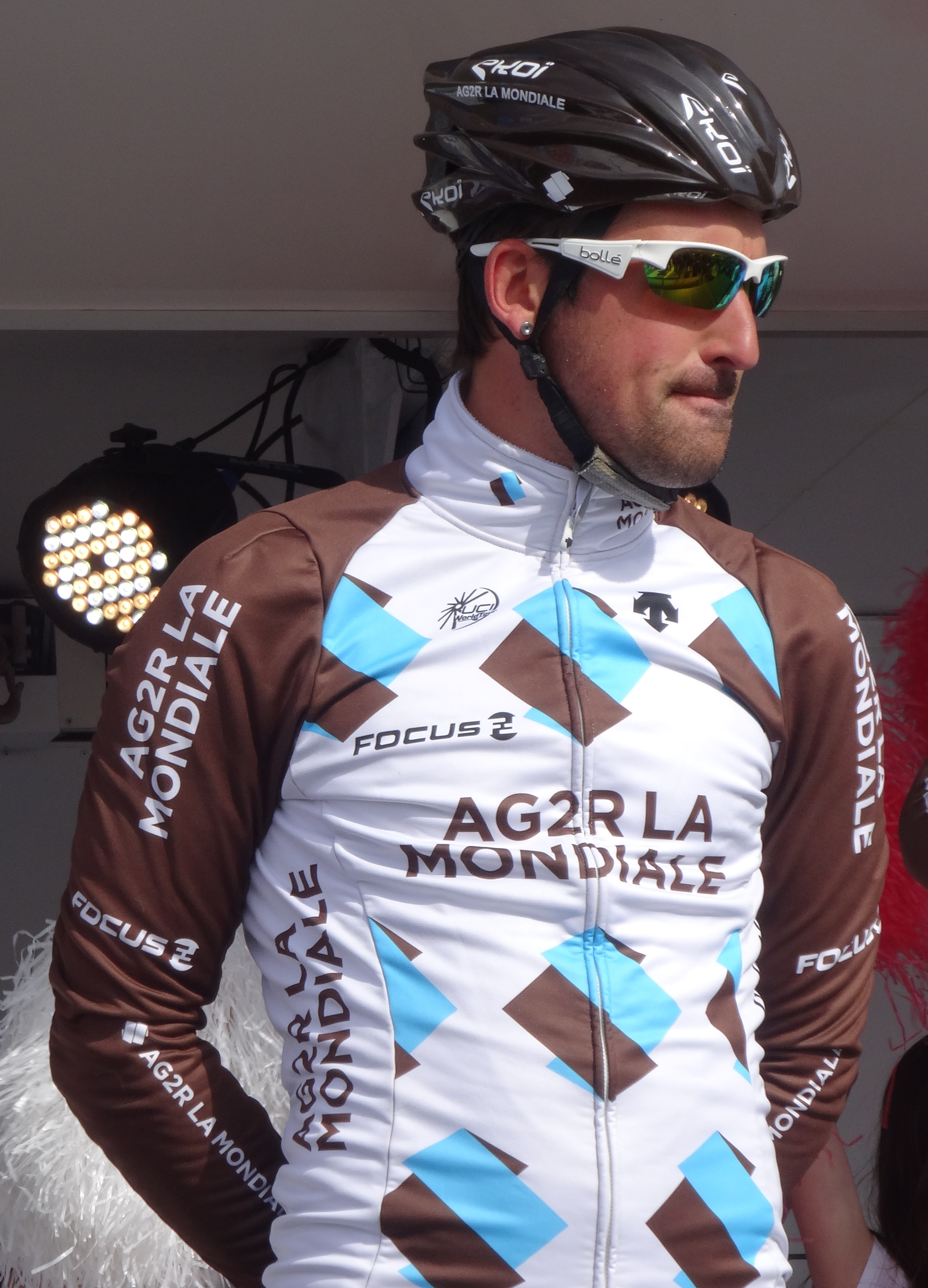
Turgot en el Gran Premio de Denain 2014.

### Carretera
2007
- Tour de las Landas
- Tres Días de Vaucluse
- 1 etapa del Tour de Bretaña

2008
- 1 etapa del Tour Ivoirien de la Paix

2010
- 1 etapa de los Tres Días de La Panne

2011
- 1 etapa de los Boucles de la Mayenne

### Pista
2008
- Campeón de Francia de persecución por equipos (junto a Damien Gaudin, Jérôme Cousin y Fabrice Jeandesboz)
- Campeón de Francia en madison (junto a Damien Gaudin)

## Resultados en Grandes Vueltas
Durante su carrera deportiva consiguió los siguientes puestos en las Grandes Vueltas:
| Carrera | Carrera         | 2008 | 2009 | 2010  | 2011  | 2012 | 2013 | 2014  | 2015 | 2016 |
| ------- | --------------- | ---- | ---- | ----- | ----- | ---- | ---- | ----- | ---- | ---- |
|         | Giro de Italia  | —    | —    | —     | —     | —    | —    | —     | —    | —    |
|         | Tour de Francia | —    | —    | 113.º | 120.º | —    | —    | —     | —    | —    |
|         | Vuelta a España | —    | —    | —     | —     | —    | —    | 154.º | —    | —    |

—: no participa

Ab.: abandono

## Equipos
- Bouygues Telecom/Europcar (2008-2013)
  - Bouygues Telecom (2008)
  - Bbox Bouygues Telecom (2009-2010)
  - Team Europcar (2011-2013)
- Ag2r La Mondiale (2014-2016)